# Abridge
Abridge is een plaats en civil parish in het bestuurlijke gebied Epping Forest, in het Engelse graafschap Essex met 1.500 inwoners.